# Carex eriocarpa
Carex eriocarpa är en halvgräsart som beskrevs av Heinrich Carl Haussknecht och Georg Kükenthal. Carex eriocarpa ingår i släktet starrar, och familjen halvgräs. Inga underarter finns listade i Catalogue of Life.